# Селектор каналов
Селектор каналов — по принятой в СССР терминологии законченный, экранированный блок, включающий в себя узлы супергетеродинного телевизионного приёмного тракта, предшествующие усилителю промежуточной частоты (УПЧ), и вырабатывающий сигнал, готовый к подаче на этот усилитель. В англоязычных странах указанное устройство называется TV-tuner. Аналогичное по назначению устройство в составе УКВ ЧМ-радиоприёмника носит название УКВ-блока.

## Классификация селекторов

### По элементной базе
- ламповые;
- полупроводниковые;
- полупроводниково-интегральные.

### По принимаемым диапазонам
- метровые;
- метровые с возможностью присоединения дециметрового селектора (при приёме в дециметровом диапазоне в метровом селекторе отключают гетеродин и переводят этот селектор в режим дополнительного усиления сигнала ПЧ, поступающего с дециметрового селектора);
- дециметровые;
- приставки-селекторы дециметровые (по сути — конвертеры, вместо сигнала ПЧ вырабатывают сигнал одного из метровых каналов, вместе с метровым селектором и трактом ПЧ получается приёмник двойного преобразования);
- всеволновые с раздельными антенными входами МВ и ДМВ;
- всеволновые с общим антенным входом;
- всеволновые с общим антенным входом и гипердиапазоном.

### По способу настройки
- с механическим дискретным переключением каналов и механической плавной точной подстройкой;
- с механическим дискретным переключением каналов и варикапной плавной точной подстройкой;
- с механической плавной настройкой по всему диапазону;
- с варикапной плавной настройкой по всему диапазону;
- с управлением по последовательной шине и встроенным синтезатором напряжения для варикапов.

## Советские и постсоветские селекторы каналов

### Серии ПТП
Переключатель Телевизионных Программ (5 каналов нижней части метрового диапазона).

### Серии ПТК
Переключатель Телевизионных Каналов (12 каналов метрового диапазона)
- ПТК-38
- ПТК-74
- ПТК-5
- ПТК-7
- ПТК-10Б
- ПТК-11Д (буква Д обозначает наличие входа для дециметрового селектора)

### Серии ПТК-П (ПТКП)
Переключатель Телевизионных Каналов Полупроводниковый
- ПТК-П
- ПТКП-ВЛ (для телевизора «Электроника ВЛ-100»)
- ПТК-П-2
- ПТК-П-3

### Серии СК-М
Селектор Каналов Метрового диапазона
- СК-М-15 (механическое переключение, аналогичное ПТК-11)
- СК-М-18
- СК-М-20
- СК-М-23
- СК-М-24
- СК-М-30

### Серии СК-Д
Селектор Каналов Дециметрового диапазона
- СК-Д-1
- СК-Д-20
- СК-Д-22
- СК-Д-24
- СК-Д-30

### Серии П-СК-Д (ПСКД)
Приставка-Селектор Каналов Дециметрового диапазона
- П-СК-Д-3
- П-СК-Д-5
- П-СК-Д-6

### Серии СК-В (KS-V)
Селектор Каналов Всеволновой (Kanalų Selektorius Visi bangų)
- СК-В-1
- СК-В-41 (KS-V-41)

### Серии KS-H
Kanalų Selektorius Hyperband
- KS-H-61
- KS-H-78
- KS-H-91
- KS-H-92
- KS-H-93
- KS-H-131
- KS-H-132
- KS-H-148